# Bakoye
Bakoye (Mande für „Weißer Fluss“; auch Bakoyé und Bakoy) ist ein Fluss in Westafrika. Er fließt durch Guinea und Mali. Bei Bafoulabé im Südwesten Malis, in der Region Kayes, fließt er mit dem Bafing zusammen und wird zum Senegal.

## Verlauf
Der Fluss entspringt in 760 Meter Höhe dem Berg Monts Ménien im Nordwesten von Siguiri (Guinea). Er fließt nach Norden und bildet dort einen Teil der natürlichen Grenze zwischen Guinea und Mali. Er schlängelt sich dann durch das Manding-Plateau und verläuft parallel zum Baoulé, der im Westen von Bamako entspringt. Die beiden Flüsse vereinigen sich und fließen dann bei Bafoulabé mit dem Bafing zusammen zum Senegal.
Der Bakoye ist insgesamt 560 km lang und hat ein Einzugsgebiet von 85.600 km³.

## Hydrometrie
Am meisten Wasser führt der Bakoye im September, wenn der Westafrikanische Monsun gerade begonnen hat. Im Januar und Juni führt er fast kein Wasser. Der Westafrikanische Monsun und dessen wechselhafte Intensität haben eine große Auswirkung auf das Flusssystem. So wurden in der Trockenperiode 1972 an der Messstation in Oualia (etwa 70 km vor der Mündung) gerade mal 30 m³/s gemessen, während 1958 der Abfluss 260 m³/s betrug. Der durchschnittliche Abfluss im Zeitraum von 1951 bis 1978 betrug 156 m³/s. Der jährliche Ablauf betrug im Durchschnitt 4,9 km³. Bei der Flussmündung in Bafoulabé macht der Bakoye ein Drittel bis die Hälfte des Abflusses aus.
Die durchschnittliche monatliche Durchströmung des Bakoye gemessen an der hydrologischen Station bei Oualia in m³/s (1951–1990).
- Diagrammdaten:
- Definition |
- Rohdaten |
- Hilfe